# سامسونگ گلکسی اس۵
سامسونگ گلکسی اس۵ (به انگلیسی: Samsung Galaxy S5) یک تلفن هوشمند رده بالای اندرویدی از سری گلکسی اس ، محصولی از سامسونگ می باشد که در تاریخ ۲۴ فوریه ۲۰۱۴ توسط شرکت سامسونگ در بارسلون اسپانیا معرفی شد. این مدل جانشین سامسونگ گالکسی اس۴ است. از مشخصات این گوشی می‌توان به حس‌گر اثر انگشت و حس‌گر ضربان قلب و ضدآب بودن اشاره کرد.

## مشخصه‌ها

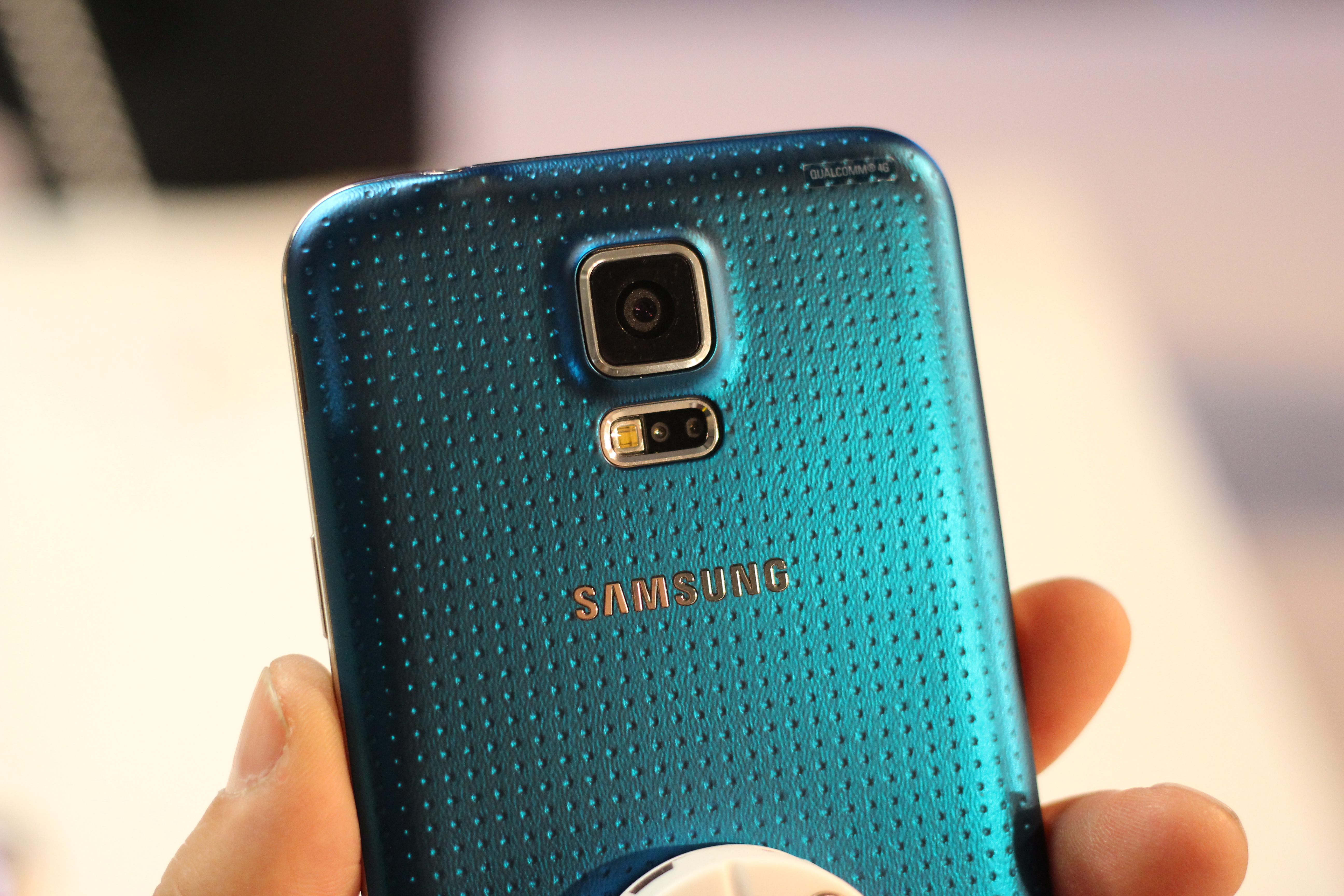
نمای پشت گلکسی اس۵ که در آن حس‌گر ضربان قلب دیده می‌شود.

این تلفن همراه در چهار رنگ سفید، مشکی، آبی و گلد (طلایی) به همراه تعداد زیادی از ویژگی‌های نرم‌افزاری و لوازم سخت‌افزاری، قابل دسترس است. همچنین در مدل‌های ۱۲۸، ۳۲ و ۶۴ گیگابایتی عرضه می‌شود .
سخت‌افزار این گوشی شامل یک پردازنده هشت هسته‌ای ۱٫۹ گیگاهرتزی، پردازنده گرافیکی مالی-۶۲۰ و یک رم ۲ گیگابایتی می‌باشد. شیشه استفاده شده برای صفحه نمایش و بدنه این گوشی، مدل گوریلا گلس ۴ می‌باشد.

## سامسونگ گلکسی اس۵ پلاس
سامسونگ گلکسی اس۵ پلاس یا سامسونگ SM-G901F نام نسخه دیگری از سری گلکسی اس۵ سامسونگ می‌باشد که در ۲۹ مهر ۹۳ یا ۲۱ اکتبر ۲۰۱۴ که به دور از هرگونه هیاهو و بدون برگزاری مراسم، در وب سایت شرکت سامسونگ معرفی شد. این اسمارت فون در واقع نسخه‌ای قوی تر از پرچمدار سامسونگ یعنی اس۵ می‌باشد که در جهت استفاده از اینترنت LTE در کشورهای جهان اول عرضه شده‌است. چندی قبل، سامسونگ، اسمارت‌فون گلکسی اس۵ ۴جی پلاس را در سنگاپور معرفی کرده بود که دقیقاً مشخصات همین اسمارت فون را داشت. به همین دلیل پیش‌بینی شده‌است که این اسمارت فون در واقع همان اسمارت فون معرفی شده در سنگاپور است که البته به صورت گسترده‌تر و در چند کشور دیگر عرضه خواهد شد.

### سخت‌افزار
پردازنده این نسخه به کوالکام اسنپ دراگون ۸۰۵ ارتقا پیدا کرده‌است. کلاک این پردازنده هم ۲٫۵ گیگاهرتز می‌باشد.
شتاب دهنده گرافیکی یا پردازنده گرافیکی این دستگاه، آدرنو ۴۲۰ می‌باشد.
مهم‌ترین قابلیت اضافه شده به این دستگاه، قابلیت پشتیبانی از LTE می‌باشد.
بقیه مشخصات این اسمارت فون، تفاوتی با گلکسی اس۵ ندارد.